# Travis Brooks
Pour les articles homonymes, voir Brooks.
Travis Brooks, né le 16 juillet 1980 à Melbourne, est un joueur australien de hockey sur gazon.

## Palmarès
- Médaille d'or aux Jeux olympiques d'Athènes en 2004
- Médaille de bronze aux Jeux olympiques de Pékin en 2008[1]